# Citrusmullbär
Citrusmullbär, även osagetörne, Maclura pomifera är en mullbärsväxtart som först beskrevs av Constantine Samuel Rafinesque och Charles Sprague Sargent, och fick sitt nu gällande namn av Schneid. Maclura pomifera ingår i släktet Maclura och familjen mullbärsväxter. Inga underarter finns listade i Catalogue of Life.
Veden innehåller morin, varför den kan användas som färgväxt och ger gula till gulgröna färger med god ljus- och tvättäkthet. Virket har också använts till vagnshjul och till pilbågar. 

## Bildgalleri

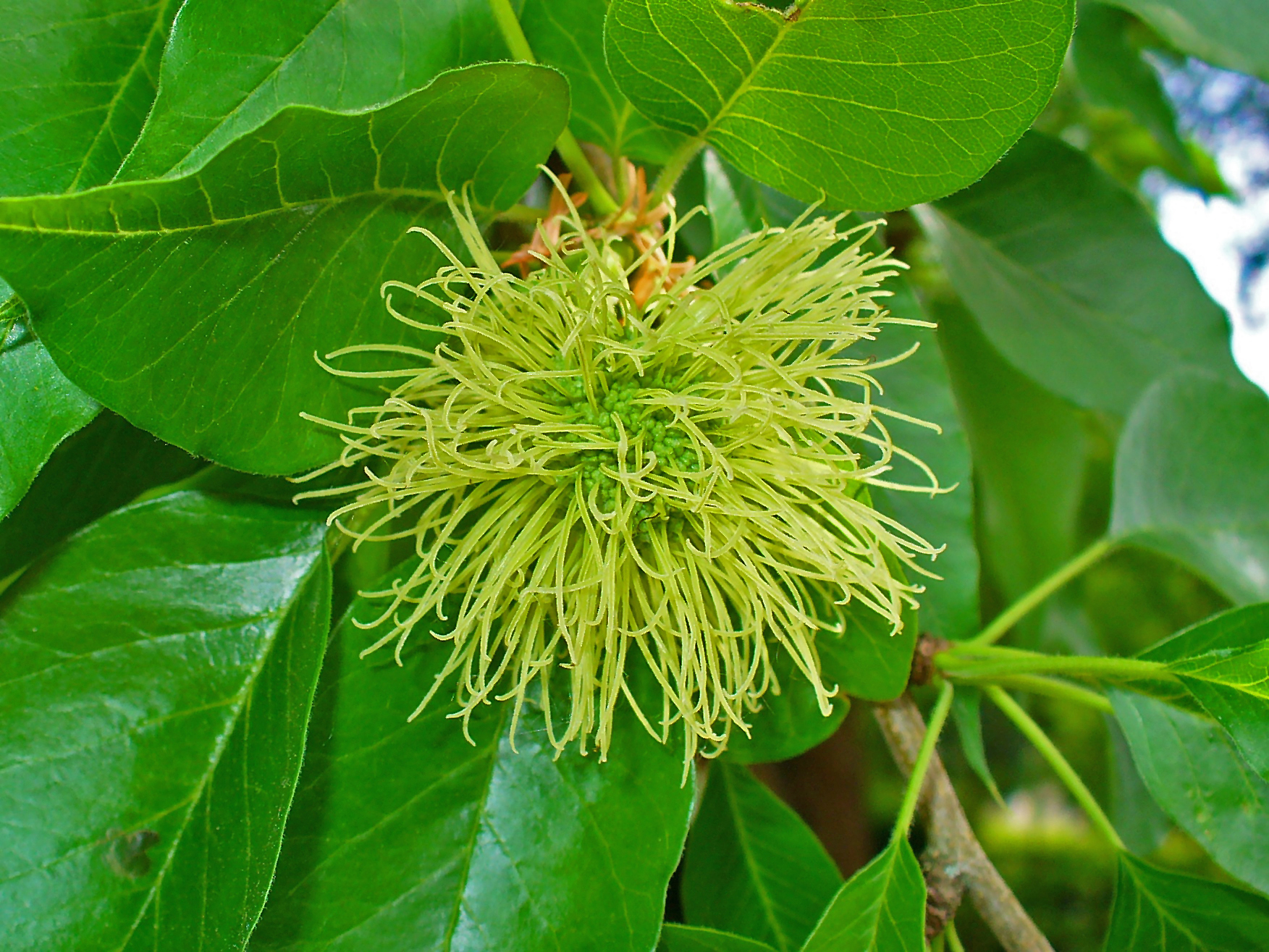
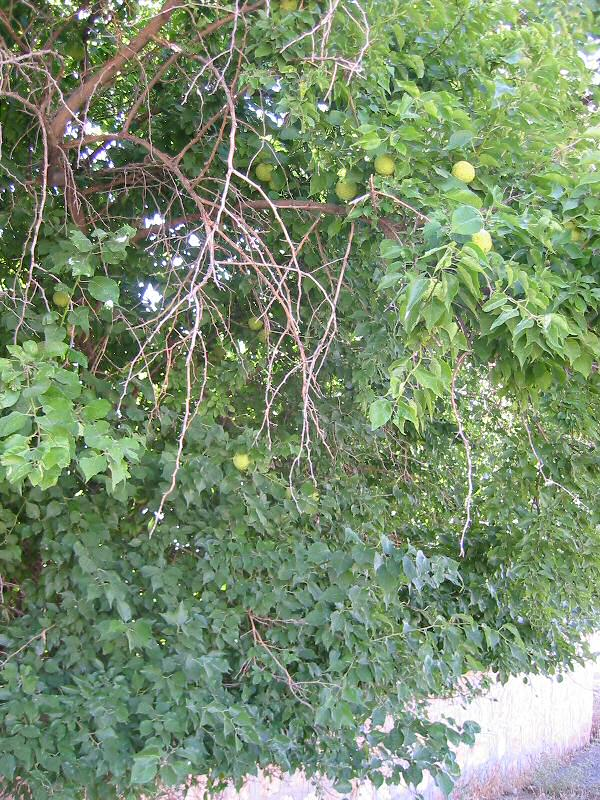
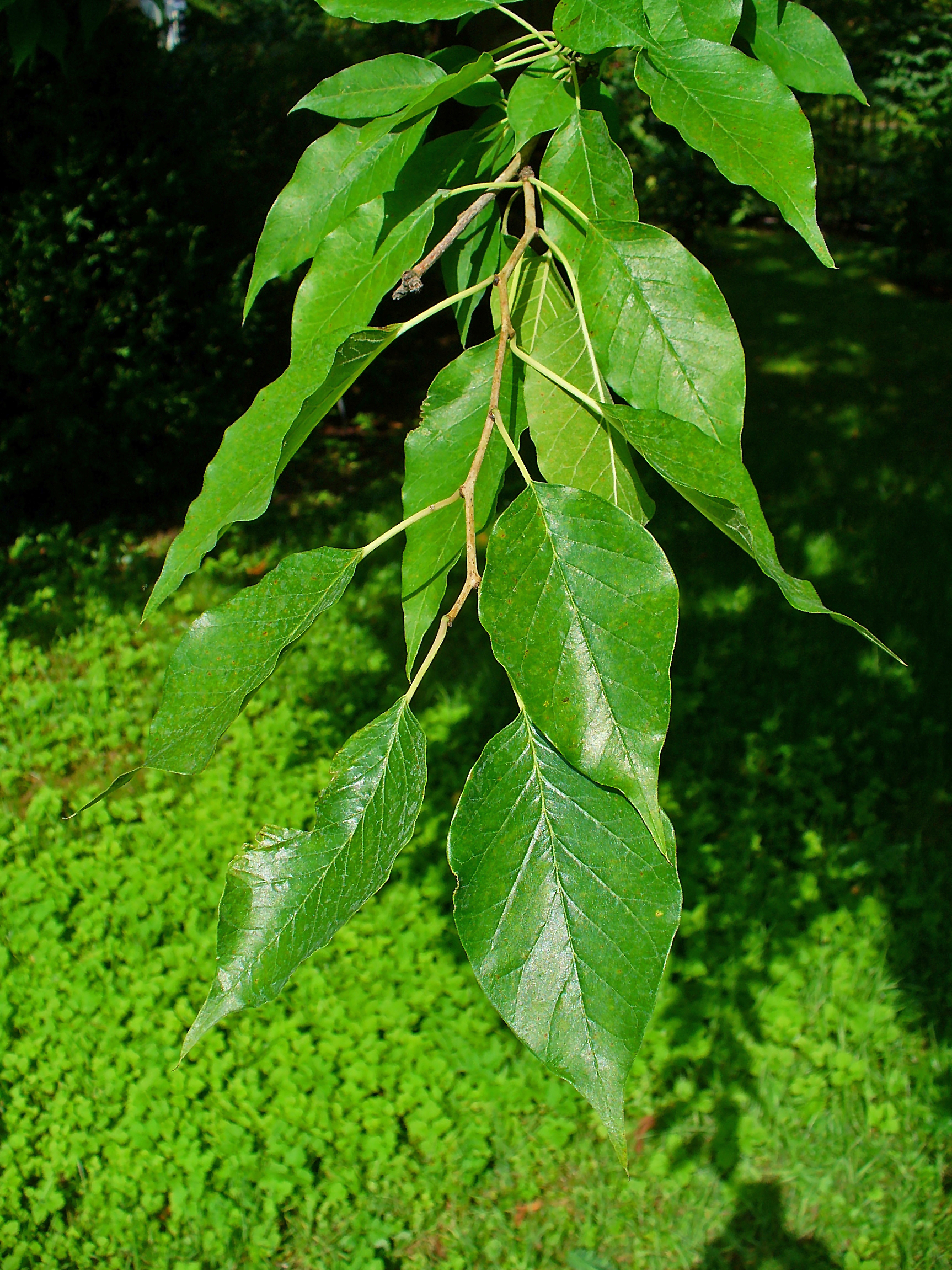
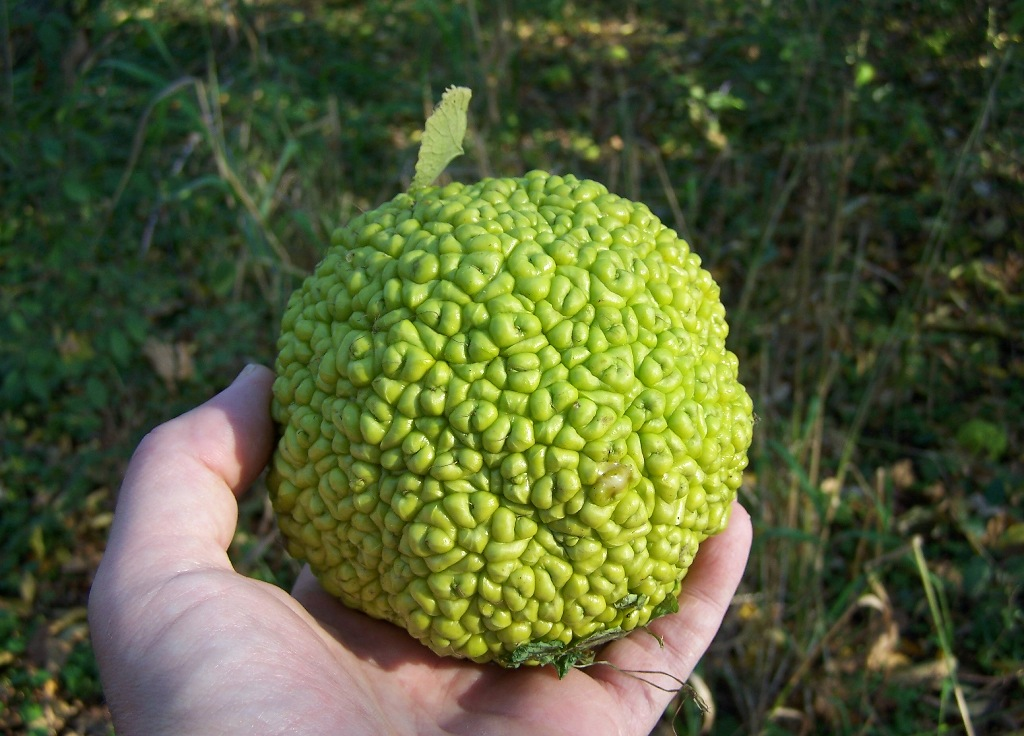
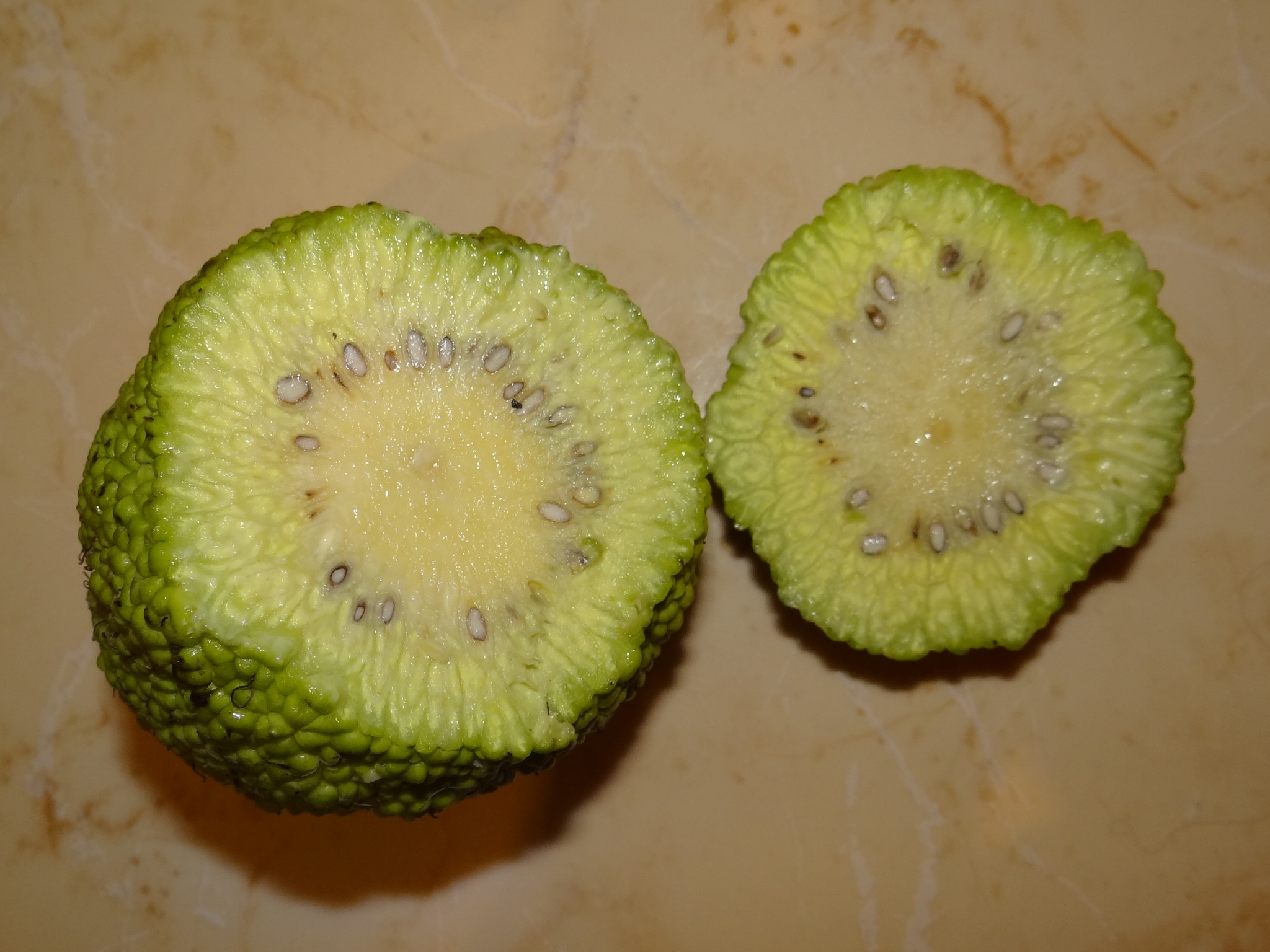
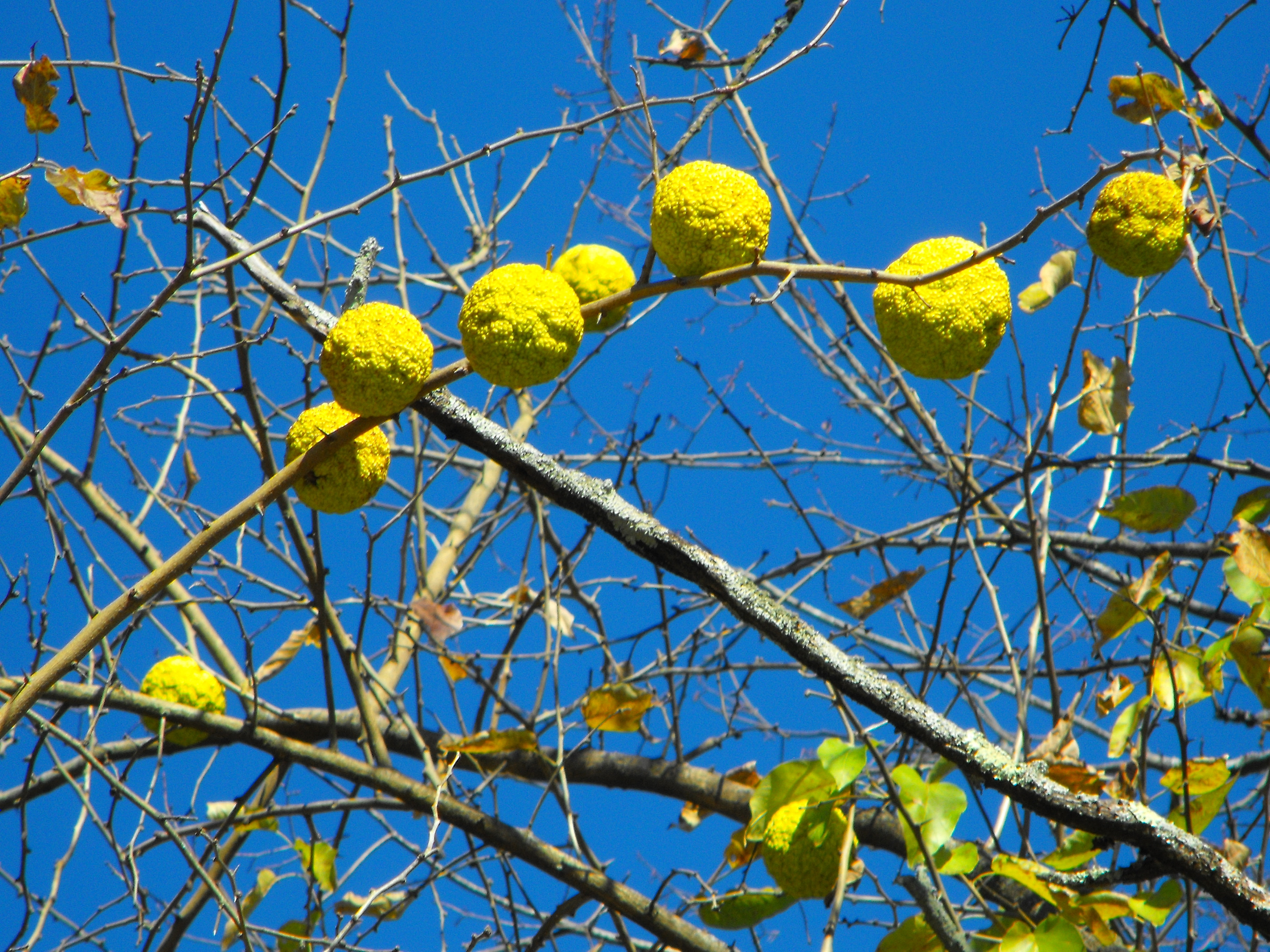